# Crypturellus
Crypturellus – rodzaj ptaków z rodziny kusaczy (Tinamidae).

## Zasięg występowania
Rodzaj obejmuje gatunki występujące w Meksyku, Ameryce Środkowej i Południowej.

## Morfologia
Długość ciała 21,5–32,5 cm; masa ciała samców 154–602 g, samic 174–621 g.

## Systematyka

### Etymologia
- Crypturellus: zdrobnienie nazwy rodzajowej Crypturus Illiger, 1811[8].
- Microcrypturus: gr. μικρος mikros – mały; rodzaj Crypturus Illiger, 1811[9]. Nowa nazwa dla Crypturellus.
- Crypturornis: gr. κρυπτος kruptos – ukryty, od κρυπτω kruptō – ukryć; ουρα oura – ogon; ορνις ornis, ορνιθος ornithos – ptak[10]. Gatunek typowy: Tetrao cinereus J.F. Gmelin, 1789.
- Orthocrypturus: gr. ορθος orthos – prosty, pionowy; rodzaj Crypturus Illiger, 1811[11]. Gatunek typowy: Tetrao variegatus J.F. Gmelin, 1789.

### Podział systematyczny
Do rodzaju należą następujące gatunki:

- Crypturellus berlepschi (Rothschild, 1897) – kusacz brunatny
- Crypturellus cinereus (J.F. Gmelin, 1789) – kusacz popielaty
- Crypturellus ptaritepui J.T. Zimmer & W.H. Phelps Sr., 1945 – kusacz białooki
- Crypturellus soui (Hermann, 1783) – kusacz czarnogłowy
- Crypturellus obsoletus (Temminck, 1815) – kusacz kasztanowaty
- Crypturellus undulatus (Temminck, 1815) – kusacz falisty
- Crypturellus strigulosus (Temminck, 1815) – kusacz rdzawoszyi
- Crypturellus duidae J.T. Zimmer, 1938 – kusacz szaronogi
- Crypturellus erythropus (von Pelzeln, 1863) – kusacz czerwononogi
- Crypturellus noctivagus (zu Wied-Neuwied, 1820) – kusacz żółtonogi
- Crypturellus atrocapillus (von Berlepsch, 1892) – kusacz kapturowy
- Crypturellus cinnamomeus (Lesson, 1842) – kusacz cynamonowy
- Crypturellus transfasciatus (P.L. Sclater & Salvin, 1878) – kusacz jasnobrewy
- Crypturellus boucardi (P.L. Sclater, 1860) – kusacz okopcony
- Crypturellus kerriae (Chapman, 1915) – kusacz ciemny
- Crypturellus variegatus (J.F. Gmelin, 1789) – kusacz pstry
- Crypturellus brevirostris (von Pelzeln, 1863) – kusacz rdzawy
- Crypturellus bartletti (P.L. Sclater & Salvin, 1873) – kusacz płowy
- Crypturellus casiquiare (Chapman, 1929) – kusacz prążkowany
- Crypturellus parvirostris (Wagler, 1827) – kusacz krótkodzioby
- Crypturellus tataupa (Temminck, 1815) – kusacz śniady